# Pappacoda-Polka
Pappacoda-Polka, op. 412, är en polka-française av Johann Strauss den yngre. Den framfördes första gången i slutet av 1883.

## Historia
Johann Strauss operett En natt i Venedig hade premiär i Berlin den 3 oktober 1883 och blev ett praktfiasko. I tredje akten, när "Lagunvalsen" sjöngs till texten 'Nacht sind die Katzen ja grau, nachts tönt es zärtlich Miau!' ('om natten är katterna grå, då jama de kärligt mjao'), började berlinpubliken att jama och skrika. Föreställningen fick avbrytas för en stund. Sedan lyckades den märkbart skakade kompositören fortsätta stycket till slut. Strauss och librettisterna fick arbeta snabbt med att ändra om musik och text innan operetten gick upp i Wien sex dagar senare. Där blev föreställningen en stor succé och flera av numren fick tas om. Strauss arrangerade totalt sex separata orkesterstycken från operettens musiknummer, däribland polkan Pappacoda-Polka som är uppkallad efter den komiske figuren Pappacoda, makaronkocken. Det hade kanske ansetts logiskt om Strauss hade inkorporerat Pappacodas kuplett (Nr 1) i akt I, "Drum sei glücklich, sei selig Venezia! Pappacoda, Pappacoda, Pappacoda ist da!", i polkan, men han ansåg att musikens karaktär bättre passade till schnellpolkan So ängstlich sind wir nicht (op. 413). Övriga teman i polkan är hämtade från Anninas och damkörens satiriska sång (Nr 16) "Ein Herzog, reich und mächtig" och Caramellos entrésång i akt I (Nr 4) "Ich leb' dort wie im Himmel". Hela trio-delen av polkan kommer från Pappacodas solo i finalen till akt II (Nr 13) "Take, take, tak, erst hack’ ich fein".
Datum och ort för polkans första framförande är osäkert. Det måste ha skett efter operettens premiär i Wien den 9 oktober 1883 och före årets slut. Noterna till polkan publicerades den 5 december samma år.

## Om polkan
Speltiden är ca 3 minuter och 44 sekunder plus minus några sekunder beroende på dirigentens musikaliska tolkning.
Polkan var ett av sex verk där Strauss återanvände musik från operetten En natt i Venedig:
- Lagunen-Walzer, Vals, Opus 411
- Pappacoda-Polka, Polka-francaise, Opus 412
- So ängstlich sind wir nicht, Schnellpolka, Opus 413
- Die Tauben von San Marco, Polka-francaise, Opus 414
- Annina, Polkamazurka, Opus 415
- Eine Nacht in Venedig, Kadrilj, Opus 402

## Weblänkar
- Pappacoda-Polka i Naxos-utgåvan.